# Nobody’s Diary
«Nobody’s Diary» (в переводе с англ. — «Ничей дневник») — песня британского электронного дуэта Yazoo, единственный сингл из их второго и последнего студийного альбома You and Me Both. Вышел 9 мая 1983 года на лейбле Mute.

## О песне
«Nobody’s Diary» была записана в студии Дэниела Миллера Blackwing, и прошла мастеринг на Townhouse Studios. Песня имеет «скорый» темп — 129 ударов в минуту.
Ограниченный выпуск британского 12-дюймового сингла включает в качестве би-сайда песню «Situation», которая, не будучи включенной в оригинальное британское издание первого альбома группы, Upstairs at Eric’s, была включена в американское издание этого альбома.
Би-сайд остальных вариантов сингла, «State Farm», не был включен в оригинальное британское издание альбома You and Me Both. Песня была включена в американское издание альбома, и выпущена в США как двойной сингл, была обозначена как сторона «АА».
«Nobody’s Diary» занимала третью строчку британского национального сингл-чарта, в США двойной сингл «Nobody’s Diary / State Farm» становился лидером чарта Hot Dance Club Play журнала Billboard в июле 1983 года.
Автор оригинальной обложки сингла — художник, иллюстратор и карикатурист Стивен Эпплби. Согласно авторскому замыслу, на обложке изображён «молодой человек, принимающий ванну и забывший выключить воду из-за того, что задумался о чём-то личном».
На песню «Nobody’s Diary» был снят видеоклип, его режиссёр — Крис Гэбрин, также снявший клип на песню «Don’t Go» с предыдущего альбома группы.

## Отзывы
В 1985 году 12-дюймовая версия сингла была оценена американским музыкальным журналом The Absolute Sound. Было сказано, что песня «...содержит в себе лучшие характерные черты 12-дюймовых „сорокапяток“. Звук великолепен. Песня довольно замечательная. Музыкальные текстуры завораживают. Звук открыт, и звуковая сцена огромна. Бас плотный».
В 1999 году, когда выходил сборник лучших хитов Yazoo, принадлежащий компании CMJ журнал New Music Report так отзвался о «Nobody’s Diary»: «Трогательно жертвенная, наполненная эмоциональным пылом, песня остаётся свежей, несмотря на ограниченные музыкальные технологии своего времени».

## Список композиций
| №  | Название         | Автор(ы)                | Длительность |
| -- | ---------------- | ----------------------- | ------------ |
| 1. | «Nobody’s Diary» | Элисон Мойе             | 3:58         |
| 2. | «State Farm»     | Элисон Мойе, Винс Кларк | 3:34         |

| №  | Название                            | Длительность |
| -- | ----------------------------------- | ------------ |
| 1. | «Nobody’s Diary» (Extended Version) | 6:01         |
| 2. | «State Farm» (Extended Version)     | 6:29         |

| №  | Название                           | Длительность |
| -- | ---------------------------------- | ------------ |
| 1. | «Nobody’s Diary» (Original 7" Mix) | 4:29         |
| 2. | «Situation» (Re-Recorded Remix)    | 7:30         |

| №  | Название         | Длительность |
| -- | ---------------- | ------------ |
| 1. | «Nobody’s Diary» | 6:07         |
| 2. | «State Farm»     | 6:37         |

## Переиздание
В 2008 году, в рамках подготовки к выпуску бокс-сета In Your Room, песня прошла ремастеринг и была издана в качестве отдельного релиза (EP) в его поддержку. Релиз содержит несколько ремиксов песни, в том числе один созданный при участии Энди Белла — партнёра Винса Кларка по проекту Erasure.
| Чарт (1983)                        | Позиция |
| ---------------------------------- | ------- |
| Kent Music Report                  | 17      |
| Бельгия/Фландрия (Ultratop 50)     | 20      |
| ФРГ (GfK)                          | 18      |
| Новая Зеландия (Recorded Music NZ) | 14      |
| AFYVE                              | 10      |
| Швеция (Sverigetopplistan)         | 9       |
| Великобритания (OCC UK Singles)    | 3       |
| США (Billboard Dance Club Songs)   | 1       |

| Чарт (2008)                                | Позиция |
| ------------------------------------------ | ------- |
| UK Singles Chart (Official Charts Company) | 100     |

| Страна               | Сертификация | Продажи |
| -------------------- | ------------ | ------- |
| Великобритания (BPI) | серебряный   | 250,000 |